# Herzog-Albrecht-Denkmal (Schloss Ricklingen)
Das Herzog-Albrecht-Denkmal ist ein überdachter Kreuzstein im Ortsteil Schloß Ricklingen der Stadt Garbsen in Niedersachsen. Der um 1500 auf einem kleinen Hügel im Ort aufgestellte Stein erinnert an Herzog Albrecht von Sachsen-Wittenberg. Bei der Belagerung der Wasserburg Ricklingen im Jahr 1385 soll er der Sage nach an dieser Stelle eine tödliche Verwundung erlitten haben.

## Beschreibung
Der 25 Zentimeter starke Kreuzstein aus Kalkstein hat eine Höhe von rund zwei Meter und eine Breite von etwa einem Meter. Die reliefartigen Darstellungen auf dem Kreuzstein sind mittlerweile stark verwittert.

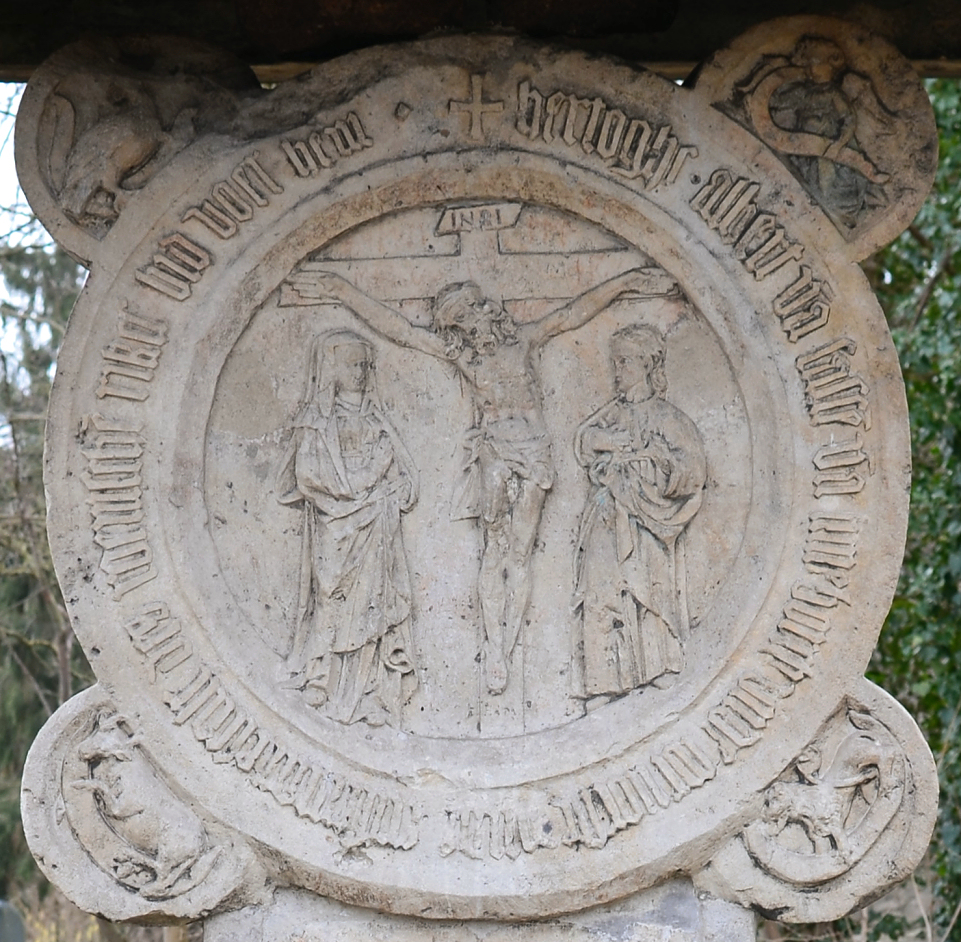
Vorderseite der Medaillonscheibe

Auf der Vorderseite des Steins findet sich auf einer großen runden Medaillonscheibe eine Kreuzigungsgruppe mit Jesus, Maria und Johannes. Der obere Umlauf trägt die Inschrift:
| Mittelniederdeutscher Text                                                                                 | Übersetzung                                                                                                  |
| + hertoghe albert vō sassē un luneborch unde corvorste unde arscmarescale des roemschē rikes bid voer hem. | Herzog Albrecht von Sachsen und Lüneburg und Kurfürst und Erzmarschall des Römischen Reiches – bete für ihn. |

Die Scheibe ist von vier halbrunden Bogenstücken umgeben, die die Symbole der vier Evangelisten, des Johannes (Adler), Matthäus (geflügelter Mensch), Lukas (Stier) und Markus (Löwe), enthalten. Im unteren Bereich wird Herzog Albrecht kniend im Gebet gezeigt.
Die Rückseite des Kreuzsteins enthält im Bereich der Scheibe in zwölf Zeilen eine Schilderung des der Steinsetzung zugrunde liegenden Ereignisses:
| Mittelniederdeutscher Text | Übersetzung |
| Anō 1385 iare uerteyen nacht na Paschen do togen de uan Luenborch mit örem heren hertogen albrechte to sassen vor de borch to rickelinge vppe de van mandelse dar so wart hertoge albrecht geworpen mit eyner blyen dat se afftogen vnde hertoge albrecht de starff dar van. | Im Jahr 1385 vierzehn Nächte nach Ostern da zogen die von Lüneburg mit ihrem Herrn dem Herzog Albrecht zu Sachsen vor die Burg zu Ricklingen gegen die von Mandelsloh, da wurde Herzog Albrecht getroffen mit einer Blide, dass sie abzogen, und Herzog Albrecht der starb davon. |

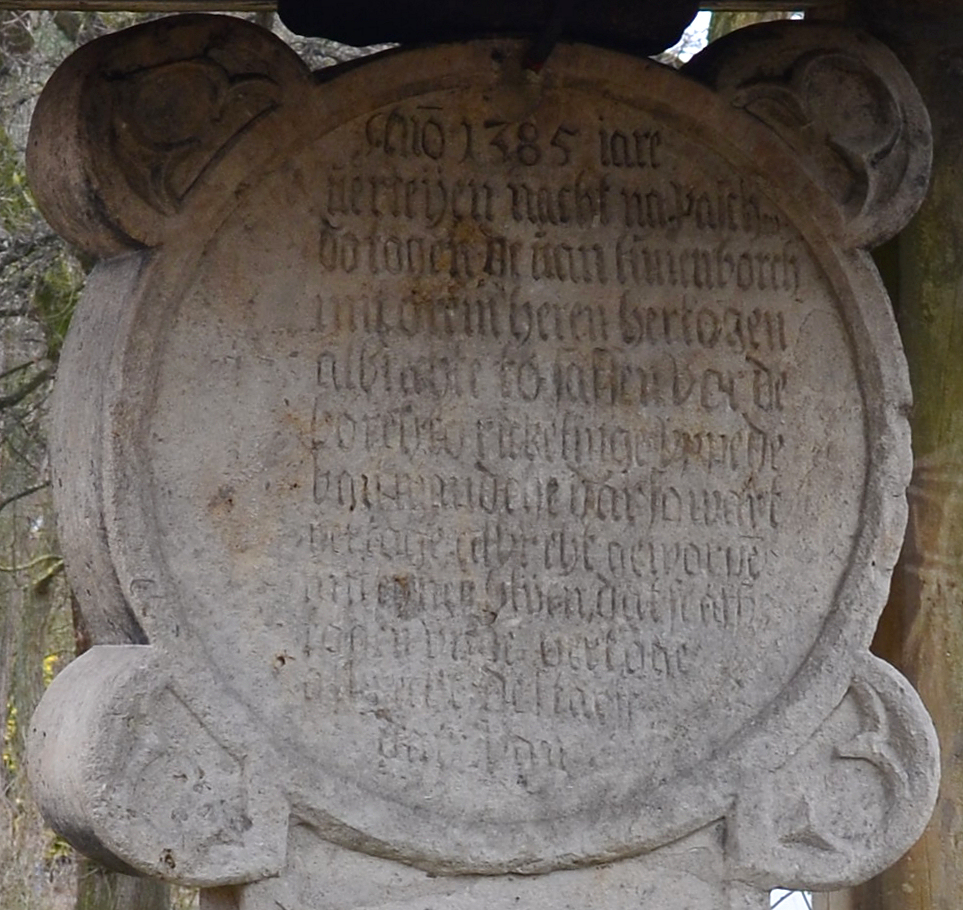
Rückseite der Medaillonscheibe

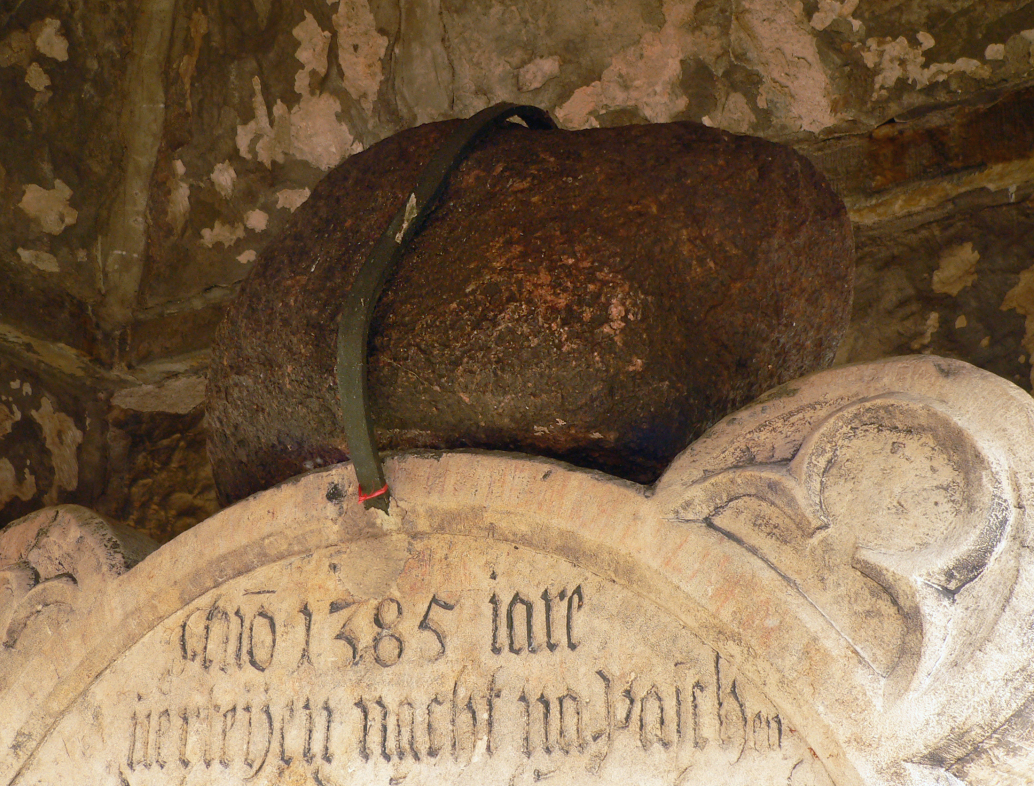
Ein Findling (oben) der als Blidengeschoss, den Herzog getroffen haben soll

Auf der Rückseite des Steins ist im unteren Bereich eine kniende und betende Gestalt im langen Mantel mit Pelerine dargestellt. Von ihren Händen steigt ein – heute kaum noch sichtbares – Spruchband auf mit den Worten MISERERE MEI DEVS – „Erbarme dich meiner, Gott“ (Ps 50,3 /Ps 51,3 ). Dabei könnte es sich um eine Gefolgsperson von Herzog Albrecht oder seine Witwe Katharina handeln, oder um den Herzog selbst, der einmal in Rüstung und einmal in Zivil dargestellt ist. Auf dem Kreuzstein ist oben ein Findling mit einem Metallband befestigt, bei dem es sich um das Blidengeschoss handeln soll, von dem der Herzog getroffen wurde.
Der Kreuzstein wurde 1617 auf Anordnung von Herzog Friedrich Ulrich zum Witterungsschutz mit einem Baldachin aus Stein überdacht, der auf vier steinernen Quaderpfeilern ruht. 1722 wurde das Schutzdach instand gesetzt.

## Geschichte
In der Zeit des Lüneburger Erbfolgekriegs belagerte im Jahr 1385 der im Schloss Celle residierende Herzog Albrecht von Sachsen-Wittenberg mit rund 300 Mann die Wasserburg Ricklingen, auf der sein Vasall Dietrich von Mandelsloh saß. Wahrscheinlich war der Kriegszug in dem von der Burg ausgehenden Raubrittertum begründet. Die Burg verteidigte Dietrich von Mandelsloh mit rund 30 Männern unter Einsatz einer Blide.

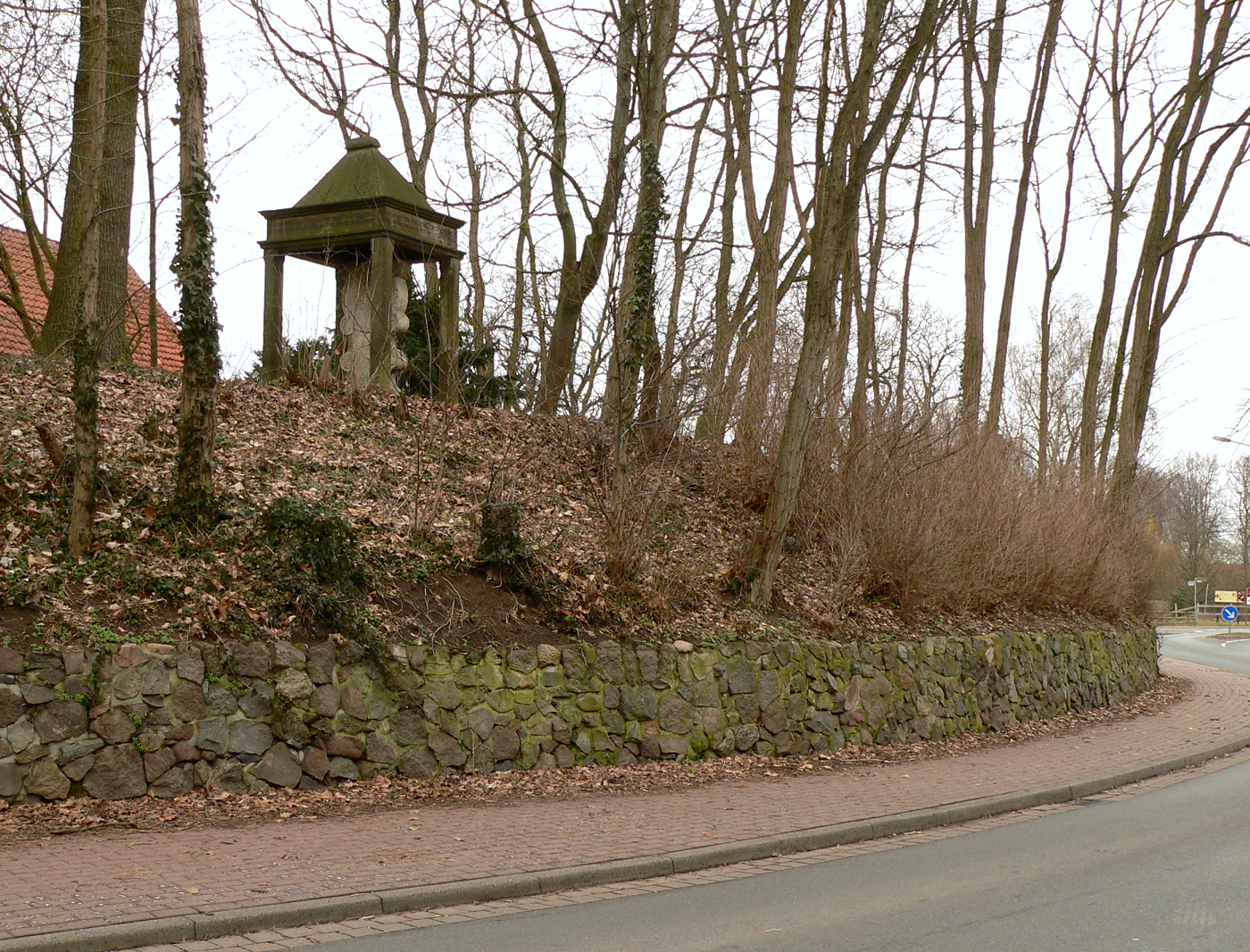
Der Hügel mit dem Denkmal (2017)

Am 16. April 1385 traf ein Steingeschoss Herzog Albrecht und zerschmetterte ihm ein Bein. Der Sage nach soll dies auf dem kleinen Hügel geschehen sein, auf dem der Kreuzstein aufgestellt wurde. Da sich die Erhebung etwa 500 Meter Luftlinie von der früheren Burgstelle entfernt befindet, ist dies wegen der geringeren Reichweite dieser Wurfmaschinen unwahrscheinlich. Der Erzählung nach betätigte die Tochter des Belagerten, Sophie von Mandelsloh, die Wurfmaschine bei diesem Abschuss. Der Herzog erlag am 28. Juni 1385 in Neustadt am Rübenberge den Folgen dieser Verletzung.

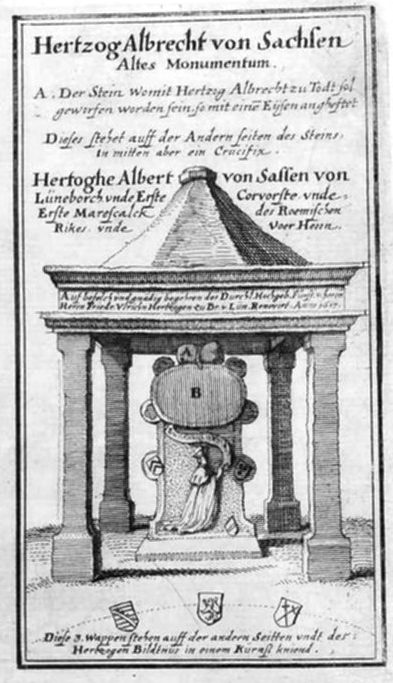
Illustration von Merian um 1650
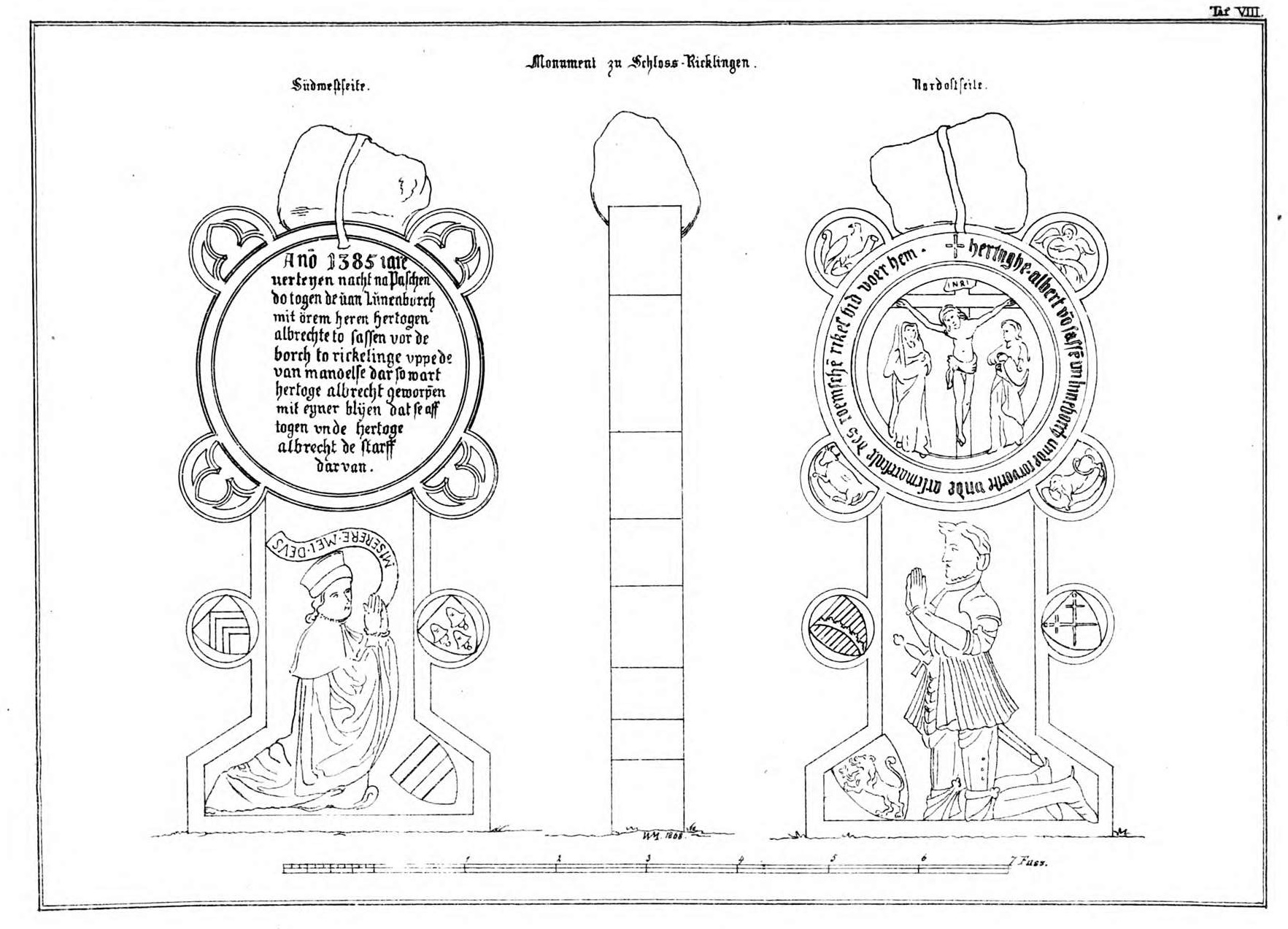
H. W. H. Mithoff, Zeichnungen des Albrechtsdenksteins (1871)